# هذا اليوم
هذا اليوم، (بالإنجليزية:  Hatha al-Youm)‏، هو خدمة لتجميع الأخبار للشؤون العراقية بثلاث لغات العربية والكردية والإنجليزية
. تم إطلاقها في عام 2011 مع خمسة مصادر رئيسية. وعلى مر السنين، اعتمدت هذه الخدمة حوالي 6000 مصدر
، بما في ذلك المواقع العراقية الرسمية، وفقًا لوسائل الإعلام المحلية في العراق.

## الآلية
يستخدم موقع (هذا اليوم) وظيفة مربع البحث في محرك بحثه وكذلك خدمة آر إس إس، بما في ذلك المواقع العراقية الرسمية، وفقًا لوسائل الإعلام المحلية في العراق، فضلاً عن استخدام تقنيات يمكن للمستخدمين من خلالها العثور على الأخبار باستخدام الكلمات الرئيسية.

## الترتيب
يعتبر هذا اليوم، واحداً من أكثر المواقع زيارة في العراق، وتم رصد ذلك خلال التدخل العسكري الدولي ضد داعش في عام 2014. يزور أكثر من مليون مستخدم شهريًا ويتلقى الموقع أكثر من 50 مليون مشاهدة شهريًا. ويمتلك Hatha Al-Youm حوالي مليوني صفحة مفهرسة باستخدام محرك بحث جوجل.

## الإعلانات
تحصل شبكة هذا اليوم، على عائد من الإعلانات مع الإعلانات المعروضة على جميع صفحات الموقع، بما في ذلك عوائد الانتخابات البرلمانية العراقية.
والمصدر الثاني لدخل Hatha Al-Youm يأتي من خدمات الإعلان التي توفر الوصول إلى موقع طرف ثالث مثل جوجل أدسنس وشركات الدعاية النصية الأخرى أو من خلال استطلاعات الرأي.

## جدال
يعتقد بعض مالكي (المواقع الإلكترونية)، أن موقع هذا اليوم، يتلاعب أحيانًا بأخبارهم على الموقع من خلال تغيير العناوين أو المفردات أو حذف بعض الأخبار بناءً على طلب الأحزاب السياسية المؤثرة، خاصة في بغداد.
وقررت بعض المواقع إلغاء خدمتها مع (هذا اليوم)، ويدعي الكثير منها أن الموقع، ما كان أن ينجح من دون دعم تلك المواقع.

## الاختراق
تعرض موقع هذا اليوم طيلة السنوات القليلة الماضية لعدة محاولات اختراق من جهات مجهولة لدرجة أن ثلاث محاولات على الاقل نجحت في وقف الموقع. اتهم القائمون على موقع هذا اليوم جماعات مثل انصار الدولة الإسلامية، خاصة مع اعلان الحرب على تنظيم داعش، من قبل «التحالف الدولي».

## وصلات خارجية
لم يتم العثور على روابط لمواقع التواصل الاجتماعي.

- موسوعة العراق - عربي
- هذا اليوم - إنجليزي
- هذا اليوم - كردي
- خدمة وظائف